# Jaguar Mark 1
Jaguar Mark I — седан бізнес-класу британської компанії Jaguar Cars, що виготовлявся з 1955 по 1959 рік. Довжина несучого кузова становить 4597 мм, колісна база дорівнює 2731 мм. Автомобіль характеризувався передньою незалежною двохважельною підвіскою з гвинтовими пружинами, задня підвіска ресорна з нерозрізним мостом з тягою Панара. Перші два роки седан комплектувався барабанними гальмами, а після 1957-го - дисковими гальмами на всіх колесах.

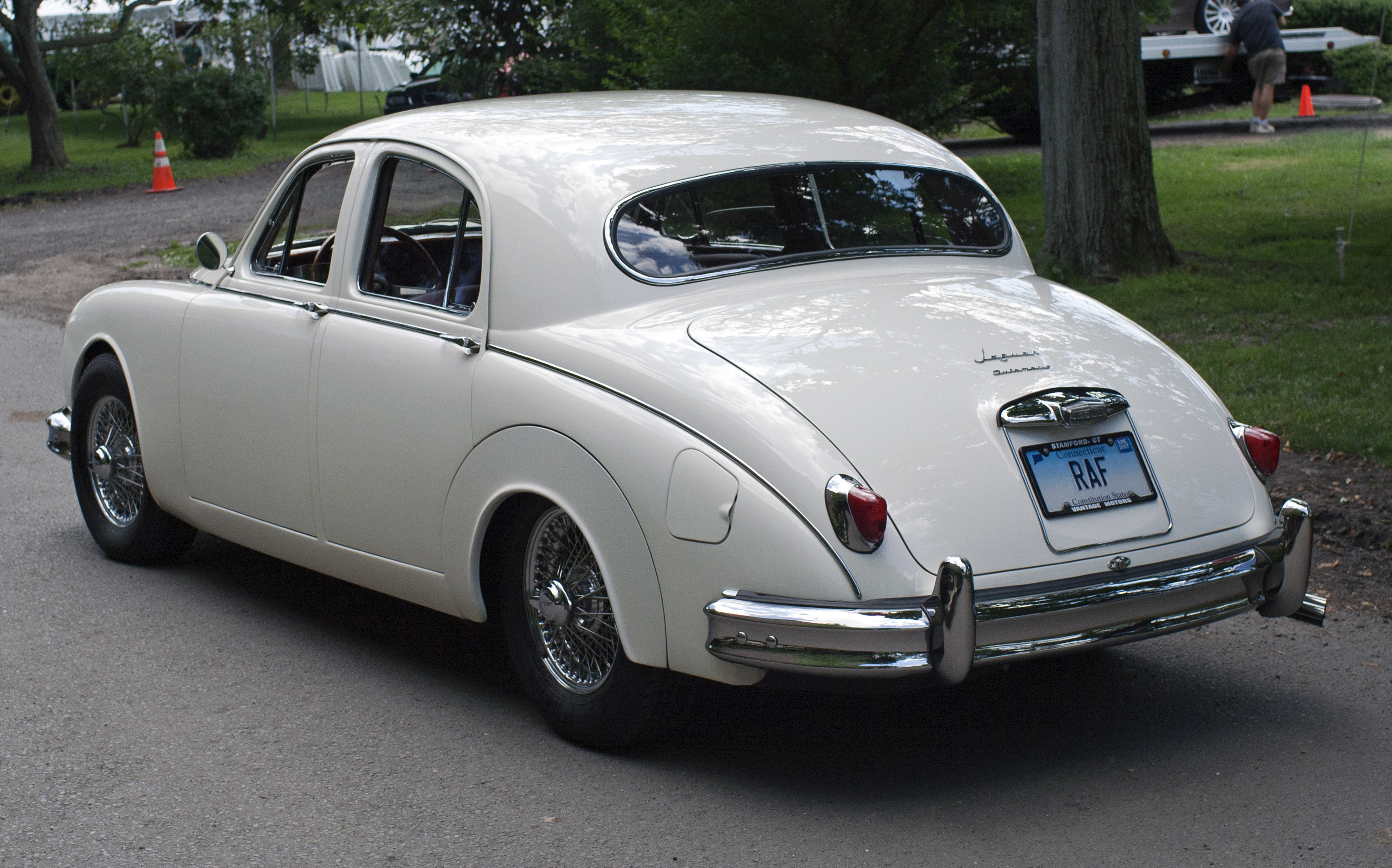
Jaguar Mk 1 3.4

Jaguar 2,4 Litre був першою моделлю Jaguar з монококовим кузовом і був представлений у 1955 році. Він мав шестициліндровий рядний двигун від Jaguar Mark VII і Jaguar XK 140, але з укороченим робочим ходом і робочим об'ємом 2483 см³. Діаметр ствола становив 83 мм, хід 76,5 мм. Він розвивав к.с. і забезпечував максимальну швидкість 160 км/год.
У березні 1957 року, зокрема на прохання американців, в модельний ряд був доданий Jaguar 3,4 Liter (шестициліндровий рядний двигун з робочим об’ємом 3442 см³ і потужністю 213 к.с.). Його максимальна швидкість становила понад 190 км/год.
Від попередників автомобіль відрізнявся збільшеними фальшрадіаторними ґратами, посиленою задньою підвіскою і колісними дисками з класичними тонкими спицями. На вибір пропонували варіанти з 4-ступеневою МКПП або трьохдіапазонною АКПП Borg-Warner. Елегантний Mark I припав публіці до смаку: за чотири роки було випущено 19 992 седанів з двигуном 2.4 л і 17 405 автомобілів з двигуном 3.4 л.

## Двигуни
- 2,483 cc XK I6 112 к.с.
- 3,442 cc XK I6 213 к.с.